# Philodromus leucomarginatus
Philodromus leucomarginatus är en spindelart som beskrevs av Paik 1979. Philodromus leucomarginatus ingår i släktet Philodromus och familjen snabblöparspindlar. Inga underarter finns listade i Catalogue of Life.